# Đà Loan
Đà Loan là một xã thuộc huyện Đức Trọng, tỉnh Lâm Đồng, Việt Nam.

## Địa lý
Xã Đà Loan có diện tích 56,60 km², dân số năm 2022 là 12.440 người, mật độ dân số đạt 219 người/km².

## Hành chính
Xã Đà Loan được chia thành 11 thôn.

## Lịch sử
Ngày 28 tháng 3 năm 1983, Hội đồng Bộ trưởng ban hành Quyết định số 22-HĐBT về việc thành lập xã Đà Loan thuộc huyện Đơn Dương trên cơ sở một phần của xã Loan.
Ngày 6 tháng 6 năm 1986, Hội đồng Bộ trưởng ban hành Quyết định số 67-HĐBT về việc thành lập xã Ta Năng có 23.500 hécta đất với 1.734 nhân khẩu của xã Đà Loan.
Sau khi điều chỉnh địa giới hành chính, xã Đà Loan còn lại 6.300 hécta đất với 4.714 nhân khẩu.
Ngày 24 tháng 10 năm 1987, Hội đồng Bộ trưởng ban hành Quyết định số 157-HĐBT về việc sáp nhập xã Đà Loan thuộc huyện Đơn Dương vào huyện Đức Trọng quản lý.
Ngày 21 tháng 1 năm 2020, HĐND tỉnh Lâm Đồng ban hành Nghị quyết số 166/NQ-HĐND về việc:
- Sáp nhập thôn Đà Nam và thôn Đà Thiện vào thôn Đà An.
- Sáp nhập thôn Đà Tiến và thôn Đà Minh vào thôn Đà Giang.